# Forte de São Francisco Xavier (Ilha das Flores)
O Forte de São Francisco Xavier localizava-se na ilha das Flores, nos Açores.
Em posição dominante sobre o seu trecho do litoral, constituiu-se em uma fortificação destinada à defesa contra os ataques de piratas e corsários, outrora frequentes nesta região do oceano Atlântico.

## História
No contexto da Guerra da Sucessão Espanhola (1702-1714) encontra-se referido como "O Forte de São Francisco Xavier." na relação "Fortificações nos Açores existentes em 1710".
A estrutura não chegou até aos nossos dias.